# Jahn Teigen
Jahn Teigen, né Jan Teigen le 27 septembre 1949 à Tønsberg (Norvège) et mort le 24 février 2020 à Ystad (Suède), est un chanteur, musicien et comédien norvégien.
Il a représenté la Norvège au concours Eurovision de la chanson à trois reprises, en 1978, 1982 et 1983. Son prénom est Jan mais il a ajouté un H muet par après. D'octobre 2006 jusqu'à sa mort en février 2020, il a résidé en Suède.

## Biographie

### Popol Vuh
Jahn Teigen naît à Tønsberg. Il commence sa carrière à la fin des années 1960 lorsqu'il sort quelques singles et un album avec Enemies. Sa percée commerciale a lieu avant au début des années 1970 en tant que chanteur principal du groupe de rock Popol Vuh, composé de six membres. Le groupe sort trois albums à succès, le premier, éponyme, en 1973. Leur album le plus populaire sort en 1976, intitulé Stolen From Time, mais cette fois sous leur nouveau nom Popol Ace, pour éviter toute confusion avec le groupe de rock allemand du même nom qui était également populaire dans les années 1970. Popol Vuh est en fait un mot indien maya de la langue quiché, signifiant livre de la communauté. Popol Vuh/Popol Ace était en fait un raffinement du groupe encore plus âgé de huit membres Arman Sumpe Dur Express. Au cours de l'année 1971 et de la première moitié de 1972, Arman Sumpe D.E. était sur une longue tournée de concerts à travers la Norvège, donnant plus de 140 concerts. Jahn s'est produit à l'un des deux plus grands festivals de musique d'Europe, le Roskilde Festival, en 1972, devenant l'une des principales attractions dans le cadre de Popol Vuh (crédité comme Arman Sumpe). Il s'était déjà produit à Roskilde au Fjordvilla Club, en 1968 avec le groupe Red Squares.

### Concours Eurovision de la chanson
En 1978, à Paris, Jahn Teigen fait sa première apparition sur la scène de l'Eurovision, interprétant la chanson Mil etter mil, qui est devenue célèbre pour ne recevoir aucun point d'aucune des nations participantes. Il s'agissait de la première occurrence de zéro point avec le nouveau système de vote actuel du Concours Eurovision de la chanson. Malgré le manque évident de reconnaissance internationale, la chanson gagne un énorme public en Norvège où ses compatriotes l'ont adoptée. Le single a dominé le classement national des singles pendant plus de quatre mois, faisant partie des 10 singles les plus achetés pendant pas moins de 19 semaines consécutives, cinq d'entre eux étant également en tête du classement du hit international le plus populaire du pays. Après 30 ans, cela reste son tube le plus réussi. Le deuxième single de Teigen s'appelait Jeg gi'kke opp, ce qui signifie je n'abandonne pas, et la sortie de son premier album la même année était tout aussi ironique : This Year's Loser.
Jahn Teigen revient sur la scène de l'Eurovision en 1982 à Harrogate, au Royaume-Uni, où il chante Adieu en duo avec Anita Skorgan (avec qui il a été marié de 1984 à 1988 et avec qui il a une fille) et termine à la 12e place. En 1983, à Munich, en Allemagne, il repart en solo, avec Anita Skorgan et trois autres femmes comme choristes, avec la mélodie Do re mi, composée avec Anita Skorgan, qui lui vaut sa meilleure position, une respectable 9e place. Teigen participe à la finale nationale norvégienne de l'Eurovision, appelée le Grand Prix Melodi, un record quatorze fois entre 1974 et 2005 avec un total de 16 chansons. En plus de remporter le Grand Prix Melodi à quatre reprises, Teigen a également terminé deuxième à quatre reprises. Il a également été commentateur pour la télévision norvégienne en 1991 à Rome, avec John Andreassen.

### Travail de scène
En 1992, il joue le rôle du bourreau dans les représentations londoniennes données au Piccadilly Theatre de l'opéra-musical norvégien Which Witch, décrite comme « la deuxième pire comédie musicale du West End de tous les temps », une « comédie musicale bizarre » et « un opéra rock désastreux ».

## Honneurs
- Chevalier de première classe de l'ordre de Saint-Olav (2011)